# Marta Fogler
Marta Fogler (ur. 19 maja 1959 w Warszawie) – polska polityk, samorządowiec, wydawca, posłanka na Sejm IV kadencji.

## Życiorys
Ukończyła w 1987 studia na Wydziale Filologii Uniwersytetu Warszawskiego. W latach 1980–1981 przewodniczyła Niezależnemu Zrzeszeniu Studentów na tym wydziale. Prowadzi działalność wydawniczą. W latach 1994–2001 była radną Warszawy, kierowała też Sekcją Polską Europejskiej Unii Kobiet. Należała do Unii Demokratycznej i Unii Wolności, następnie do Stronnictwa Konserwatywno-Ludowego, z którego przeszła do Platformy Obywatelskiej. W 1997 bezskutecznie kandydowała z list UW do Sejmu w okręgu warszawskim. Z listy PO w 2001 uzyskała mandat posła IV kadencji z okręgu warszawskiego. Pracowała w Komisji Edukacji, Nauki i Młodzieży oraz w Komisji Europejskiej. Reprezentowała Sejm w Konwencie Unii Europejskiej. W 2003 została zawieszona w prawach członka klubu parlamentarnego PO, po czym ponownie przywrócono jej wszelkie prawa w związku z niepotwierdzeniem zarzutów. Nie kandydowała ponownie w wyborach w 2005. W 2006 została zarejestrowana jako liderka listy Samorządnego Mazowsza do sejmiku mazowieckiego, jednak listę unieważniono przed dniem głosowania. Pozostała członkinią PO, w 2019 wystartowała z listy Koalicji Obywatelskiej do Sejmu w okręgu nowosądeckim.
Córka inżyniera i polityka Stanisława Tuszewskiego. Żona Piotra Foglera, byłego posła i samorządowca. Przed jego poślubieniem nosiła nazwisko Mordasewicz-Zubrzycka.